# Materiał quasi-plastyczny

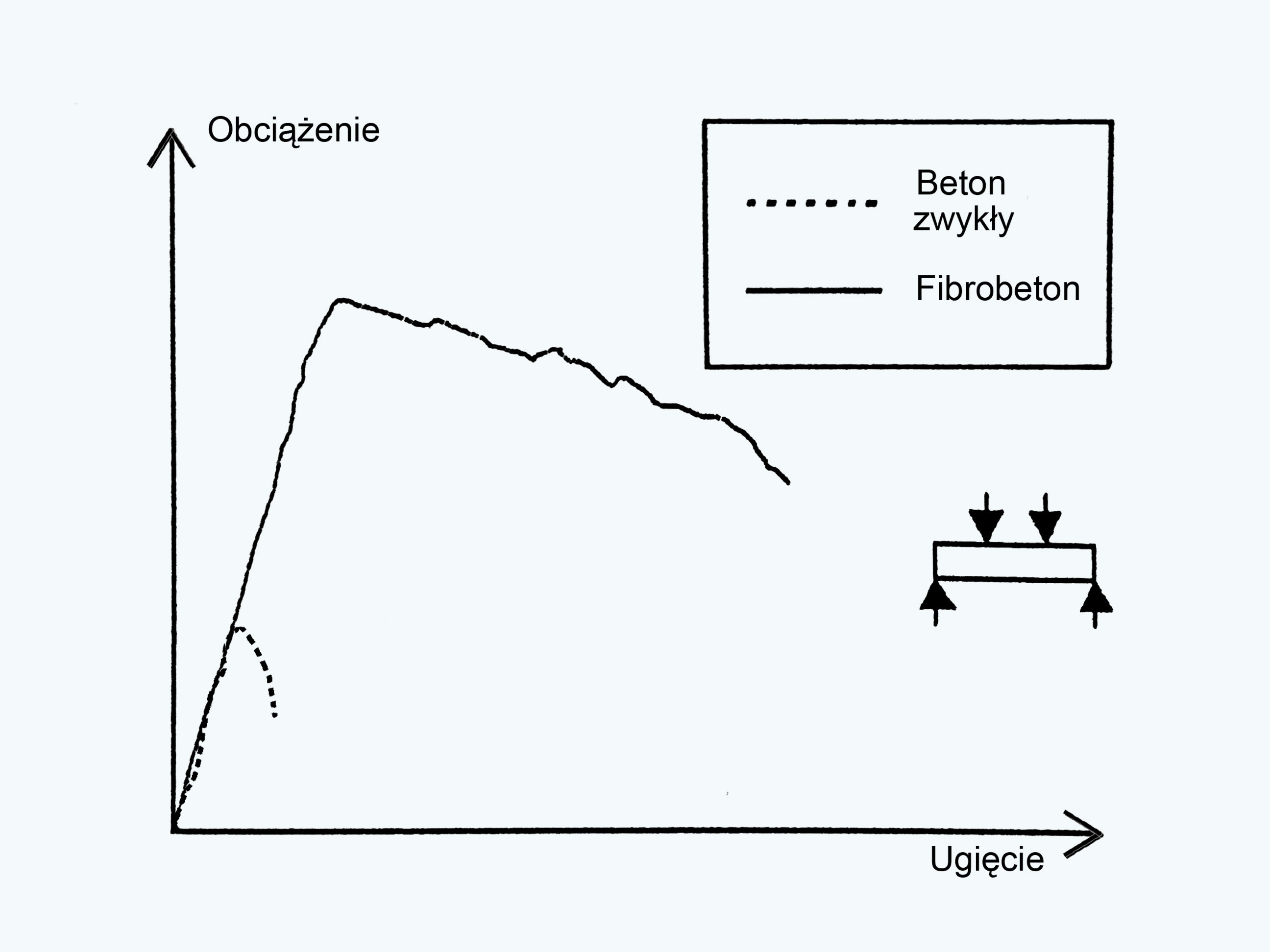
Zależność obciążenie-ugięcie dla próbki wykonanej z betonu zwykłego i fibrobetonu, poddanej zginaniu

Materiał quasi-plastyczny (pozornie-plastyczny) – materiał, który posiada pewne cechy materiału plastycznego, ale nim nie jest.
Przykładem takiego materiału jest fibrobeton. Po dodaniu włókien do kompozytu cementowego nabiera pewnych cech charakteryzujących materiał plastyczny. Nie jest już kruchy i nie pęka tak szybko jak beton zwykły, lecz się odkształca, zachowując przy tym swoją nośność. Jest w stanie przenieść krótkotrwałe przeciążenia bez widocznych uszkodzeń.
Quasi-plastyczność najbardziej uwidacznia się przy porównaniu zależności obciążenie-ugięcie podczas zginania próbki wykonanej z betonu zwykłego i fibrobetonu. Zniszczenie całkowite próbki wykonanej z fibrobetonu następuje po dłuższym czasie, niż w przypadku betonu zwykłego.